# Kylie Waterreus
Kylie Waterreus (Ulestraten, 22 maart 1998) is een voormalig wielrenster uit Nederland.

## Carrière
In 2016 werd ze achtste in de juniorenwedstrijd van Gent-Wevelgem en dertiende in de juniorenwedstrijd Trofeo Da Moreno. Twee jaar later finishte ze als veertiende in de Volta Limburg Classic 2018.
Waterreus reed in 2019 voor de Belgische ploeg Health Mate-Cyclelive en in 2020 en 2021 voor Multum Accountants-LSK. In de zomer van 2021 liep ze bij een val tijdens een trainingsrit meerdere breuken op en kwam ze de rest van het seizoen niet meer in actie. In 2022 kwam ze uit voor Lotto Soudal Ladies. Op 4 oktober 2022 reed ze met Binche-Chimay-Binche haar laatste koers in het profpeloton.
In 2016 en 2019 was Waterreus te gast in het programma Tour de L1mbourg van L1.
Kylie Waterreus is het nichtje van keeper Ronald Waterreus.

## Uitslagen in voornaamste wedstrijden
| Jaar | Gent-Wevelgem | Ronde van Vlaanderen | Amstel Gold Race | Luik-Bast.‑Luik | Omloop Het Nieuwsblad | Le Samyn | Dwars door de Westhoek |
| ---- | ------------- | -------------------- | ---------------- | --------------- | --------------------- | -------- | ---------------------- |
| 2016 |               |                      |                  |                 | 85e                   |          |                        |
| 2017 |               |                      |                  |                 |                       | 80e      | opgave                 |
| 2018 |               |                      |                  |                 |                       |          | 35e                    |
| 2019 |               | 75e                  | opgave           | 90e             | opgave                | 20e      | 24e                    |
| 2020 | 75e           | 79e                  |                  |                 | 48e                   | 21e      |                        |
| 2021 | 59e           | 89e                  | opgave           |                 | opgave                | 43e      | 40e                    |
| 2022 | 52e           | 90e                  |                  | opgave          | 80e                   | 35e      | 16e                    |

Brandt · Burlová · De Clercq · Docx · Geurts · Gielkens · Knight · Van de Paar · Parkinson · Vander Sande · Sigmund · Vervloet · Waterreus